# 過去を消す女
『過去を消す女』（かこをけすおんな）は、1984年にテレビ朝日系「土曜ワイド劇場」で放送されたテレビドラマ。主演は酒井和歌子。

## キャスト
- 掛川留美（KB食品の元社長秘書） - 酒井和歌子
- 倉本誠子（倉本の妻） - 山口果林
- 山梨県警刑事 - 江幡高志
- 掛川圭介（掛川商事社長） - 山内明
- 倉本真二（KB食品社長） - 田村亮
- 緋多景子、北原義郎、大原武樹、若林哲行、高木美保、水村菜穂子、伊藤正博、高沢みづえ、武石聰、志波弘朗、星野みゆき

## スタッフ
- 原作 - 小池真理子
- 脚本 - 鴨井達比古
- 監督 - 永野靖忠
- 音楽 - 田中公平
- プロデューサー - 佐久間博、矢崎敏典、八田榮一、岡本悦治
- 制作 - 朝日放送テレビ、松竹芸能